# Matias Aires
Pour les articles homonymes, voir Aires et Ayres.
Matthias Ayres Ramos da Silva d'Eça (en portugais Matias Aires Ramos da Silva d'Eça ; Sao Paulo, 27 mars 1705 - Lisbonne, 10 décembre 1763,,) est un philosophe et écrivain né dans la colonie du Brésil, « protecteur » du fauteuil 6 de l'Académie brésilienne des lettres,,. Frère de Teresa Margarida da Silva e Orta (pt), considérée comme la première romancière en portugais, il a écrit des ouvrages en français et en latin et traduit des classiques latins. Il est considéré par beaucoup comme le plus grand nom de la philosophie de langue portugaise au XVIIIe siècle.

## Biographie
Fils de José Ramos da Silva et de son épouse Catarina de Orta, il est né en 1705 à São Paulo, dans la Capitainerie de São Paulo, au Brésil,. José Ramos da Silva était fournisseur des expéditions qui ont trouvé de l'or dans le Minas Gerais. Dans son introduction du livre de Matias Aires, Alceu Amoroso Lima fait le commentaire suivant : « La figure de José Ramos da Silva et son ascension au service du plus gros magnat de São Paulo au XVIIIe siècle sont devenus un des types les plus représentatifs du Brésil colonial. » Ce nouveau-riche est devenu un mécène des Jésuites locaux, construisant des églises et faisant venir du Portugal des architectes, des sculpteurs, des doreurs, et finançant les couvents et les collèges de l'Ordre. Matias Aires a d'abord étudié au collège jésuite de São Paulo, où il a appris à lire et écrire en portugais et en latin, étudié les classiques et acquis des rudiments de religion et de philosophie.

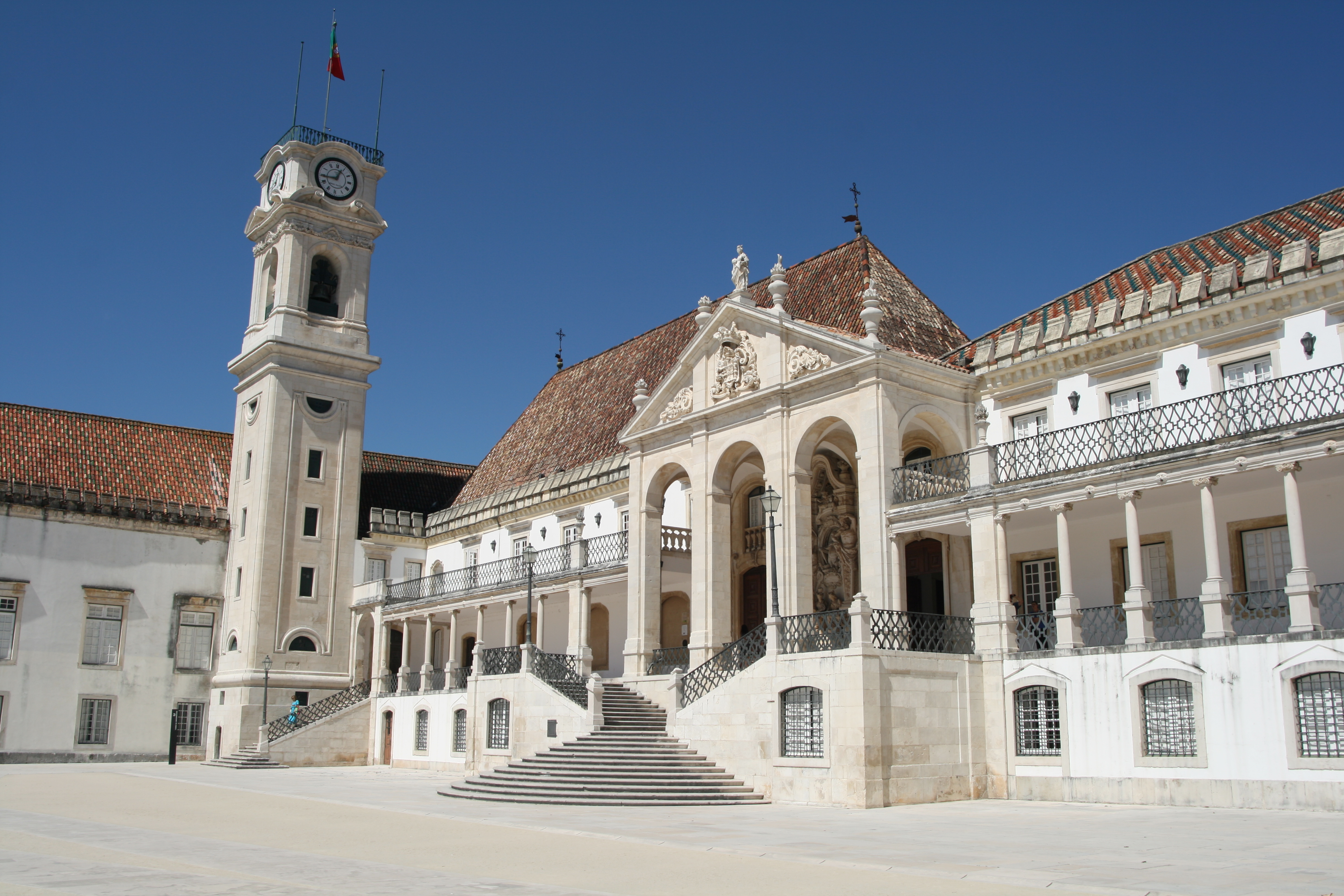
Faculté de droit de l'Université de Coimbra.

En 1716, ses parents se sont installés au Portugal, où son père a obtenu grâce aux Jésuites (qui jouissaient d'un grand prestige auprès du roi Jean V) le poste de fournisseur de la Monnaie de Lisbonne, un des plus importants et des plus lucratifs du Royaume. Il a fait entrer ses deux filles au Couvent de Odivelas et son fils au prestigieux Colégio de Santo Antão (pt), tenu par les Jésuites. En 1722, Matias Aires est entré à la faculté de droit civil et canon de l'Université de Coimbra, où il a obtenu l'année suivante le grade de Licenciado en Arts, puis de bachelier en philosophie, puis un diplôme à Baiona, en Galice.
En 1728, il est parti pour Paris, où il s'est inscrit à la Sorbonne : il y a continué  ses études de droit civil et canonique,,, mais a aussi étudié les sciences naturelles, les mathématiques, l'hébreu, dans le grand courant des idées de l'époque : l'empirisme de Locke, le rationalisme et le nouveau prestige des  sciences mathématiques et physiques sous l'influence de Newton. Il a eu comme contemporains en France à cette époque des penseurs comme Voltaire et Montesquieu. Revenu au Portugal en 1733, il y a poursuivi ses lectures dans la solitude de ses fermes. Il est devenu une personnalité du monde littéraire et naturaliste et un grand ami du « Juif » António José da Silva, qu'il n'a pas pu sauver du bûcher en 1739.

### Retour au Portugal
Au Portugal, Matias Aires a mené une vie somptueuse à Lisbonne, dilapidant progressivement les biens de son père. Il a pour ce motif lancé un interminable procès pour contester le droit à l'héritage de sa sœur Teresa Margarida da Silva e Orta (pt). Celle-ci était aussi une écrivaine célèbre (son roman d'inspiration féministe de 1752, Aventuras de Diófanes, a été réédité plusieurs fois au XVIIIe siècle) ; elle avait quitté le couvent et s'était mariée contre la volonté de son père, mais elle avait réussi à travers diverses brouilles et réconciliations avec sa famille à ne pas abandonner ses droits. 
En 1743, à la mort de son père, Matias Aires l'a remplacé dans ses fonctions à la Monnaie de Lisbonne, fréquentant les plus hauts cercles de la Cour. Il a acheté le Palácio do Conde de Alvor, une résidence monumentale qui abrite aujourd'hui le Museu Nacional de Arte Antiga de Lisbonne. Il a à nouveau attaqué sa sœur en justice, encore une fois sans succès.  Il a été fait Chevalier de l'Ordre du Christ. Le roi Jean V étant mort en 1750, c'est à son fils Joseph Ier que Matias Aires a dédié son célèbre livre Reflexões sobre a Vaidade dos Homens, sous-titré Discursos Morais sobre os efeitos da Vaidade oferecidos a El – Rei Nosso Senhor D. José I. La première édition est parue en 1752.
Avec les réformes introduites dans l'administration portugaise par le marquis de Pombal, Matias Aires a été démis de ses fonctions ; en 1761 il s'est retiré dans sa ferme de Corujeira (pt). Il est mort en 1763.

## Production intellectuelle
Selon Carvalho dos Reis (2019), son père, un homme ambitieux, a cherché à faire carrière au Portugal et à atteindre la noblesse, la dernière étape de la hiérarchie sociale, sans trop se préoccuper des moyens. C'est pour cette raison qu'il est revenu en Europe avec son fils en 1716. Il y a vécu avec faste et ambition, essayant de s'attirer des protecteurs, comme il l'avait déjà fait au Brésil. Il semble qu'il y ait eu moins de succès. Violeta Crespo est d'avis qu'il n'est pas crédible qu'il y ait rencontré le respect auquel il était habitué aux Amériques (Aires: 2005, p.218, apud Carvalho Reis), mais au contraire y a été accueilli sans sympathie. Il en a été de même de son fils, lui aussi habitué à être traité avec déférence au Brésil, « maintenant, il n'était plus que le fils d'un de ces exploitants miniers que les gens de la cour enviaient mais qu'ils n'estimaient ni n'acceptaient ». Ces expériences lui auront appris que la prétention personnelle tend à offusquer les autres et auront suscité son intérêt pour la « Vanité ».
En 1752 est parue la première édition de l'œuvre majeure de Matias Aires : Reflexões sobre a Vaidade dos Homens (pt) (Réflexions sur la vanité des Hommes), où l'auteur tisse ses réflexions à partir du fameux extrait de l’Ecclésiaste « Vanitas vanitatum et omnia vanitas ». Sa langue y est inspirée de Vauvenargues. Reflexões sobre a Vaidade dos Homens contient d'innombrables exemples, dans une langue claire et fluide, où les périodes composées par subordination prennent rarement une structure labyrinthique, ce qui semble dû à l'esprit sentencieux de sa phrase : beaucoup de prières ou de simples périodes de Matias Aires sont de véritables maximes. De plus, selon Prado Coelho (pt),  Matias Aires n'avait pas à sa disposition des mots comme pensador (penseur), moralista (moraliste), pessimista (pessimiste) — qui servent aujourd'hui à le caractériser : ils n'existaient pas encore dans le portugais du XVIIIe siècle.
Cette œuvre a été suivie de Philosofia rationalis (Philosophie rationnelle, en latin), Via ad campum sophie seu physicae subterranae (Le Chemin de la sagesse ou la physique souterraine, aussi en latin), Lettres bohémiennes (en français), Discours panégyriques sur la vie de Joseph Ramos da Silva (sur son père, aussi en français), Discurso congratulatório pela felicíssima convalescença e real vida d’el rei D. José (Discours de félicitations pour la très heureuse convalescence du roi Joseph Ier), Carta sobre a fortuna (Lettre sur la Fortune) et Problema de Arquitectura Civil. Matias Aires a aussi laissé des travaux sur les actions d'Alexandre et de Jules César et des traductions de Quinte-Curce et de Lucain,.
Mais cette période de grande productivité correspond aussi à une phase de repli sur soi, causée sans doute par les difficultés économiques croissantes plus que par un véritable dégoût de la vie en société, et l'augmentation progressive de la misanthropie et du scepticisme qui se révèlent dans son œuvre. Peu à peu, Matias Aires choisit d'abandonner sa langue maternelle, comme il n'annonçait dans le prologue de ses Reflexões. Il exprime un profonde doute quant au mérite intrinsèque de ses œuvres (qu'il définit comme de simples essais non-concluants) et un profond désenchantement sur sa capacité à agir sur le monde. En 1761, des mésententes ont conduit le marquis de Pombal à la destituer de son poste à la Monnaie de Lisbonne, ce qui a dégradé sa situation économique déjà précaire. C'est dans ce contexte qu'il a écrit à un ami la très pessimiste Carta sobre a fortuna (Lettre sur la Fortune), généralement intégrée dans les éditions de ses Reflexões depuis 1778. En voici un extrait :

### Problema de Arquitetura Civil
Problema de Arquitetura Civil, sous-titré : Porque os edifícios antigos têm mais duração e resistem mais ao tremor de terra que os modernos? (Pourquoi les bâtiments anciens durent-ils plus longtemps et résistent-ils plus aux tremblements de terre que les modernes ?) a été publié à titre posthume en 1770 par le fils de Matias, Manuel Ignácio Ramos da Silva Eça, devenu célèbre par la suite. C'est dans le contexte de son écriture, après le séisme de Lisbonne (1755), que la sœur de Matias, Teresa Margarida da Silva e Orta (pt), devenue veuve, s'est rapprochée de lui. Ils ont vécu ensemble à São Francisco de Borja[Où ?] jusqu'à la mort de Matias en 1763. Après celle-ci, Teresa et Manuel sont entrés en conflit pour ses biens, ainsi que pour le droit de publier ses œuvres.

### Influences possibles

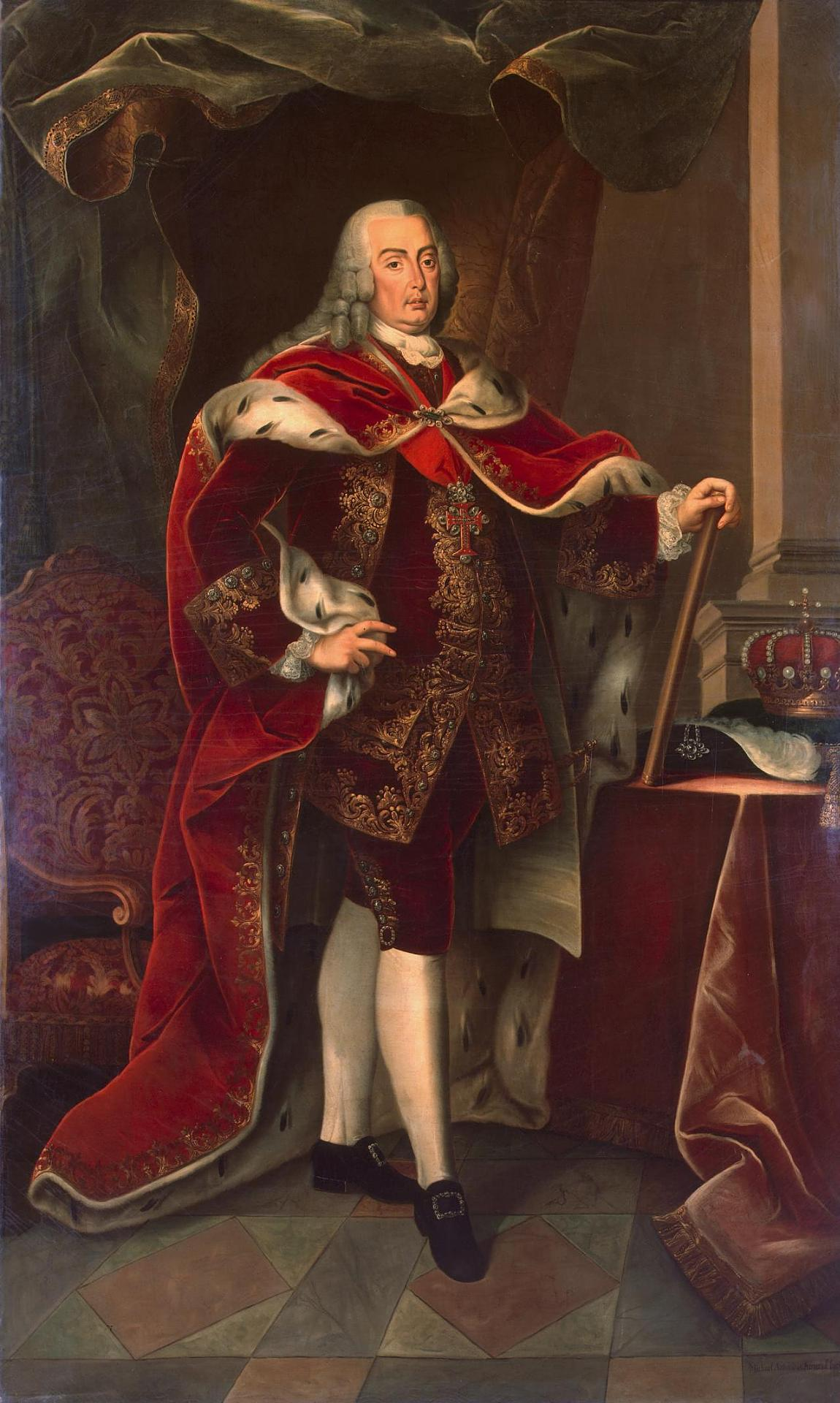
Le roi Joseph Ier, à qui Matias Aires a dédié son livre Reflexões sobre a Vaidade dos Homens.

Dans son introduction au livre de Matias Aires, Alceu Amoroso Lima cite Les Caractères du moraliste français La Bruyère (1645-1696) comme une de ses influences les plus importantes. De fait, certaines notions défendues par Matias Aires sont déjà présentes dans les réflexions acides et ironiques de celui-ci. Ils partageaient en général une conception très similaire de la condition humaine, c'est-à-dire plongée dans la douleur : « les hommes semblent être nés pour l’infortune, la douleur et la pauvreté » (De l'Homme). Cependant, cette idée d'une nature humaine essentiellement douloureuse et inévitablement misérable était un lieu commun répandu au début de la modernité. 
En plus de citer rapidement La Bruyère, Amoroso Lima identifie ce qui, dans la pensée du philosophe de São Paulo, est « vanité » avec la notion d'amour-propre léguée par La Rochefoucauld (1613-1680). Ce moraliste a accordé une importance considérable à l'amour de soi comme élément fondamental des comportements humains. Pour lui, l'amour-propre est ce qui permet de juger les choses du monde, comme la vanité pour Matias Aires : « Nous ne ressentons nos biens et nos maux qu'en proportion de notre amour-propre » (La Rochefoucauld, 1678). Cela indique en tous cas que le bonheur réside dans le goût personnel plutôt que dans les choses elles-mêmes, ce dont les deux philosophes conviennent à leur manière.
À certains égards, la notion de vanité chez Matias Aires présente des similitudes significatives avec les Maximes de La Rochefoucauld sur cette passion de l'âme. 
C'est la vanité qui fait parler chacun et, surtout, c'est ce qui motive les éloges dans les conversations. Plus important encore, la vanité, la honte et le tempérament font la valeur d'un homme et la vertu d'une femme. De nombreuses vertus alléguées sont des actes de vanité. Par exemple : « Ce qu’on nomme libéralité n’est le plus souvent que la vanité de donner, que nous aimons mieux que ce que nous donnons. » (263) Quand la vanité ne renverse pas les vertus, elle a le pouvoir de les animer. La Rochefoucauld affirme que les passions les plus violentes nous dérangent, mais que la vanité nous fait toujours agir. Et il ajoute : « La vanité nous fait faire plus de choses contre notre goût que la raison. » (467).
Il y aurait cependant une autre hypocrisie moins innocente, celle de certaines personnes qui aspirent à la gloire d'une douleur belle et immortelle. Ce sont des gens qui ne se lassent pas des larmes, des gémissements et des soupirs et qui deviennent des personnages lugubres, capables de persuader que leurs douleurs sont sans fin. L'enjeu de cette hypocrisie est le désir d'être aimé, qui a également été développé plus tard par Matias Aires à partir de l'idée de vanité.
Si Matias Aires s'intéresse surtout à la pensée française de la fin du XVIIe siècle, il faut rappeler que l'un des plus grands représentants de la culture portugaise de la même époque, le père António Vieira (1608-1696), a lui aussi parlé à plusieurs reprises de vanité. Même s'il ne la considérait pas comme une passion centrale comme Matias Aires au siècle suivant, Vieira affirmait qu'elle pouvait être responsable de l'incohérence des actions humaines et pouvait amener les hommes à se perdre. Dans son « Sermão das Exéquias do Conde de Unhão D. Fernão Telles de Menezes », prêché à Santarém en 1651, il observe : « Hommes, comme nous sommes des caméléons de vanité, nous changeons de couleur à chaque changement de vent : autant de vents soufflent sur nous, autant de couleurs revêtons-nous. » (Vieira, 1651, v. XV, p.347). Il est évident qu'il a critiqué cette faiblesse morale : « Comportez-vous de telle manière, toujours la même, que tous puissent vous louer, à moins qu'ils ne puissent vous connaitre. » (p.347).
Dans tous les cas, le thème de la vanitas (tiré de l’Ecclésiaste) était déjà largement présent dans le discours de la Contre-Réforme du XVIIe siècle. Après tout, à quoi bon la vanité si la vie elle-même n'est qu'une succession de morts ? Dans le même sermon, Vieira avertissait : « L'adolescence est la mort de l'enfance, parce que nous avons fini d'être des petits garçons ; la jeunesse est la mort de l'adolescence, parce que nous cessons d'être des jeunes garçons ; l'âge d'homme est la morte de la jeunesse, parce que nous cessons d'être des jeunes gens ; et ainsi nous mourrons à tous les âges. » (Vieira, 1651, v. XV, p.348). Pour Matias Aires, la vanité façonne la vue des objets et les rend tristes ou heureux. Pour Vieira, dans la lignée de la tradition thomiste aristotélicienne, ce sont les diverses passions qui donnent de la couleur à la perception des choses.

## Hommages
Matias Aires a été nommé « protecteur » du fauteuil numéro 6 de l'Académie brésilienne des lettres.
Une rue porte son nom à São Paulo, dans le quartier de Consolação, ainsi qu'une école dans celui de Sacomã (pt).

## Œuvres
- (pt) Matias Aires, Reflexões sobre a vaidade dos homens, ou discursos moraes sobre os effeitos da vaidade, Lisboa, Na Officina de Francisco Luiz Ameno, 1752, 373 p. (lire en ligne)[24]
- (pt) Matias Aires, Reflexões sobre a vaidade dos homens, ou discursos moraes sobre os effeitos da vaidade, Lisboa, Na Officina de Francisco Luiz Ameno, 1778, 400 p. (lire en ligne)[24]
- (pt) Matias Aires, Discurso congratulatorio pela felicissima convalescença, e real vida de El Rey D. Joze I. nosso senhor; consagrado com hum dia festivo de açcão de graças a Deos no Mosteiro de Saõ Bento da Saude desta cidade aos 19 de janeiro de 1759, Lisboa, na Officina de Miguel Rodrigues, Impressor do Eminentissimo Senhor Card. Patriarca, 1759[24],[25]
- (pt) Matias Aires, Reflexões sobre a vaidade dos homens, ou discursos moraes sobre os effeitos da vaidade e Carta sobre a Fortuna, Lisboa, Na Officina de Francisco Luiz Ameno, 1761, 400 p. (lire en ligne)[24]
- (pt) Matias Aires, Problema de archictetura civil (Parte 1), Lisboa, Offic. de Antonio Rodrigues Galhardo, Impressor da Real meza Censoria, 1777, 250 p. (lire en ligne)[26]
- (pt) Matias Aires, Problema de archictetura civil (Parte 2), Lisboa, Offic. de Antonio Rodrigues Galhardo, Impressor da Real meza Censoria, 1777, 391 p. (lire en ligne)[26]
- (es) Matias Aires, Reflexiones sobre la vanidad de los hombres o discursos morales de ella:  Con una carta del mismo autor sobre la fortuna (Versón en español), Lisboa, La Imprenta Real da Espanha, 1787, 370 p. (lire en ligne)[27]
- (la) Aires, Matias. Philosophia rationalis : [s.n.]
- (fr) Aires, Matias. Lettres Bohémiennes : [s.n.]
- (fr) Aires, Matias. Discours panégyrique sur la vie et les actions de Joseph Ramos da Silva : [s.n.]

### Éditions en français
- (fr) Aires, Matias. De la vanité des hommes, suivi d'une Lettre sur le bonheur: [Traduction de Reflexões publiée en 1996.][28],[29]